# Colombiana (pel·lícula)
Colombiana és una pel·lícula francesa de 2011 dirigida per Olivier Megaton i protagonitzada per Zoë Saldaña. Es va estrenar el 26 d'agost als Estats Units.

## Argument
Cataleya Restrepo va ser entrenada des que era una nena de nou anys per ser una assassina professional. Ara, ella busca venjança per l'assassinat dels seus pares i signarà els seus crims amb la flor que porta el seu nom, la Cattleya.

## Repartiment
- Zoë Saldaña com Cataleya Restrepo.
- Amandla Stenberg com la nena Cataleya (de 9 anys).
- Michael Vartan com Danny Delanay.
- Cliff Curtis com Emilio.
- Lennie James com l'agent especial Ross, de l'FBI.
- Callum Blue com Richard.
- Jordi Mollà com Marco.
- Graham McTavish com el comissari Warren.
- Max Martini com l'agent especial Williams.
- Jesse Borrego com Fabio, el pare de Cataleya.
- Cynthia Addai-Robinson com Alicia, la mare de Cataleya.
- Sam Douglas com el narcotraficant William Woodward.
- Doug Rao com Michael Shino.
- Beto Benites com a don Luis.

## Producció
La filmació es va realitzar el mes d'agost de 2010 a Chicago, Nova Orleans i Mèxic. La pel·lícula va ser produïda per EuropaCorp, la companyia de Luc Besson. El guió va ser escrit pel mateix Luc Besson i Robert Mark Kamen.